# クロルニトロフェン
クロルニトロフェン（英: Chlornitrofen）はジフェニルエーテル系有機塩素化合物の一種。CNPと略記される。以前は除草剤として使用された。

## 用途
三井東圧化学（現三井化学）が開発し、日本では1965年2月27日に農薬登録を受けた。主にノビエやカヤツリグサなどの水田雑草に有効で、田植え前後の水を張った水田に散布する。ニンジン・ダイコン・ハクサイなどの畑地には、播種後に土壌処理する。商品名は単剤の「MO」のほか、複合剤の「オードラムM」「ショウロンM」などがあった。1970年代前半には原体の年間生産量は5千トンを超え、最盛期の1974年度の年間製剤出荷量は5万トンを超えた。1996年に登録失効となるまでの原体の累計生産量は81,787トンであった。

## 安全性
日本の毒物及び劇物取締法上は普通物である。2,4,6-トリクロロフェノールを原料とすることから、不純物としてダイオキシン類を含有する。1981年の東京都衛生研究所の公表では、1,3,6,8-四塩化ダイオキシンが最も多く、五塩化ダイオキシンがこれに次いだ。
1993年、新潟大学の研究グループは日本疫学会総会において、新潟県で頻発していた胆嚢癌の原因がCNPである可能性があると発表した。胆嚢癌の標準化死亡比は新潟県や山形県・青森県・秋田県など米どころで高く、ダムや地下水を上水道の水源とする上越市や十日町市が全国平均並みないしそれ以下であったのに対し、水田地区を流れる信濃川や阿賀野川から取水する地域では新潟市が男性で190.1（1981年-1990年の死亡合計を基に、全国平均を100とした場合の胆嚢癌の標準化死亡比）、長岡市で女性194.8、新発田市で182.0と高い数値を示した。1992年5月の調査では、上越市の水道水ではCNPが不検出であったのに対し、新潟市では最大で554ppt検出された。1994年、厚生省残留農薬安全性評価委員会はCNPと胆嚢癌との相関を認め、それまでの一日摂取許容量0.002mg/kg/日を撤回。三井東圧はCNPの製造を自粛し、農林水産省もCNP製剤の使用を取りやめるよう通達を出した。その後、1996年9月29日に農薬登録が失効した。

### 住民運動
CNPは三井東圧大牟田工場で原体が生産され、各地の製剤工場で製品化されていた。福岡県久留米市にあった製剤会社でもCNPやBHC、PCPなどの製剤化を行っていたが、頭痛、鼻血、下痢や肝・腎障害などの健康被害が発生したことから、1973年に周辺住民が操業差止と損害賠償を求め民事訴訟を起こした。1983年に同社が操業を止めたあとの1991年、福岡地方裁判所は健康被害との因果関係が認められないとして、原告敗訴の判決を下した。1999年2月に最高裁判所は上告を棄却し、原告の敗訴が確定した。同工場跡地では、2008年の調査でもCNPなどが土壌中から基準を越えて検出されている。
上記の訴訟や、不純物としてダイオキシン類が含まれていることが判明したことを受け、1982年から1983年にかけてCNP追放の第一次市民運動が起きた。市民や農民の環境調査を受け、秋田県大潟村や大阪府・兵庫県などで防除暦からCNPを削除。福岡県内の74の農協のうち48がCNPを使用しないとするなどの動きを見せた。その後1993年に胆嚢癌との因果関係が報告され、CNPの禁止を求める署名活動などの運動が各地で行われた。その結果、前述の通り残留農薬安全評価委員会による再評価が実施され、メーカーは製造・販売を自粛するに至った。